# Edward Cummins
Edward M. "Ned" Cummins (25 de Julho de 1886 — 21 de Novembro de 1926) foi um golfista americano que competiu nos Jogos Olímpicos de Verão de 1904.
Em 1904, Cummins fez parte da equipe norte-americana que ganhou a medalha de ouro. Ele terminou em 25º na competição. Na competição individual, ele terminou em 25º na qualificação e foi eliminado na primeira rodada do match play.

## Ligações Externas
- Perfil